# 扎德羅湖 (普斯托什卡區)
56°15′25″N 29°21′48″E / 56.25694°N 29.36333°E
扎德羅湖（俄语：Жадро），是俄羅斯的湖泊，位於該國西北部，由普斯科夫州負責管轄，處於普斯托什卡區，面積1.6平方公里，集水區面積43平方公里，平均水深3米，最大水深6米。